# Red Bull Air Race World Series 2004
Red Bull Air Race World Series 2004 był to drugi sezon z cyklu Red Bull Air Race. Sezon ten rozpoczął się 20 czerwca 2004 roku, a zakończył się 18 września 2004 r. Sezon ten składał się z trzech wyścigów: w Wielkiej Brytanii, w Budapeszcie oraz w amerykańskim Reno.
W tym sezonie wyścigów udział wzięło 11 pilotów. Sezon ten wygrał Kirby Chambliss, który wygrał dwa wyścigi oraz raz zajął drugie miejsce.

## Kalendarz wyścigów
| Red Bull Air Race World Series 2004 | Red Bull Air Race World Series 2004 | Red Bull Air Race World Series 2004 | Red Bull Air Race World Series 2004 |
| Wyścig                              | Data                                | Miejsce                             | Kraj                                |
| ----------------------------------- | ----------------------------------- | ----------------------------------- | ----------------------------------- |
| 1                                   | 20 czerwca                          | RAF Kemble                          | Wielka Brytania                     |
| 2                                   | 20 sierpnia                         | Budapeszt                           | Węgry                               |
| 3                                   | 18 września                         | Reno                                | Stany Zjednoczone                   |

## Wyniki
| Red Bull Air Race World Series 2004 Wyniki | Red Bull Air Race World Series 2004 Wyniki | Red Bull Air Race World Series 2004 Wyniki | Red Bull Air Race World Series 2004 Wyniki | Red Bull Air Race World Series 2004 Wyniki | Red Bull Air Race World Series 2004 Wyniki | Red Bull Air Race World Series 2004 Wyniki |
| Miejsce                                    | Pilot                                      | Drużyna                                    | WBR                                        | WĘG                                        | USA                                        | Razem Punktów                              |
| ------------------------------------------ | ------------------------------------------ | ------------------------------------------ | ------------------------------------------ | ------------------------------------------ | ------------------------------------------ | ------------------------------------------ |
| 1                                          | Kirby Chambliss                            | Red Bull                                   | 1                                          | 1                                          | 2                                          | 17                                         |
| 2                                          | Peter Besenyei                             | Red Bull                                   | 3                                          | 3                                          | 3                                          | 12                                         |
| 3                                          | Steve Jones                                | Jones                                      | 2                                          | 4                                          | 7                                          | 8                                          |
| 3                                          | Klaus Schrodt                              | betandwin                                  | 4                                          | 2                                          | DS                                         | 8                                          |
| 5                                          | Mike Mangold                               | Mangold                                    | NP                                         | NP                                         | 1                                          | 6                                          |
| 6                                          | Frank Versteegh                            | Versteegh                                  | 5                                          | 6                                          | DS                                         | 3                                          |
| 6                                          | Michael Goulian                            | Goulian                                    | NP                                         | NP                                         | 4                                          | 3                                          |
| 8                                          | Paul Bonhomme                              | Bonhomme                                   | 6                                          | 7                                          | 6                                          | 2                                          |
| 8                                          | Nicolas Ivanoff                            | Hamilton                                   | NP                                         | 5                                          | DS                                         | 2                                          |
| 8                                          | David Martin                               | Martin                                     | NP                                         | NP                                         | 5                                          | 2                                          |
| 11                                         | Alejandro Maclean                          | Maclean                                    | NP                                         | 8                                          | DS                                         | 0                                          |

Legenda:
- NP: Nie uczestniczył
- DS: Nie stawił się